# 平康駅
平康駅（ピョンガンえき、평강역）は、朝鮮民主主義人民共和国（北朝鮮）江原道平康郡に位置する朝鮮民主主義人民共和国鉄道省江原線の駅である。

## 歴史
- 1913年7月10日 - 京元線の駅として開業[1]。
- 1950年 - 朝鮮戦争の影響により京元線が分断され、当駅が江原線の終着駅となる。
- 1991年10月30日 - 駅付近で大規模な爆発事故が発生（後述）[2]。

### 1991年10月の爆発事故
1991年10月30日午前1時30分ごろ駅付近で大規模な爆発が発生し、爆発音と閃光が軍事境界線を挟んだ韓国側でも観測された。翌31日に朝鮮中央通信及び平壌放送が事故発生を報じたが、朝鮮人民軍が救援・復旧活動を行っていること以外は報じられなかった。この事故では数百tの火薬が爆発し死者数十名・負傷者数百名、駅周辺半径4km圏内の建物に被害が発生したとされるが、詳細は不明である。